# 1240
سنة 1240 كانت سنة كبيسة تبدأ يوم الأحد (الرابط يظهر نموذج التقويم الكامل للسنة) من التقويم اليولياني.

## أحداث
- الانتهاء من كتابة الملحمة اليابانية قصة الهائيكي.

## مواليد
- أرنولفو دي كامبيو.
- إبراهيم أبوالعفيا.
- تران ثانه تونغ.
- تشيمابو.
- يونس أمره.

## وفيات
- الملك المجاهد أسد الدين شيركوه
- المكزون السنجاري.
- محي الدين بن عربي.
- رضية سلطانة.
- عثمان بن عبد الحق.
- أحمد بن خليل الخويي.